# Birgitta Stymne
Birgitta Stymne, född 1940, är en svensk kemist.
Stymne blev teknologie doktor i fysikalisk kemi vid Kungliga Tekniska högskolan 1978 på avhandlingen Interactions Between Organic Molecules Studied by Infrared Spectroscopy. Hon var mellan 1989 och 2001 rektor för Högskolan i Gävle. År 2011 utsågs hon till högskolans första hedersdoktor.
Birgitta Stymne har varit verksam vid KTH och vid Münchens tekniska universitet. Hon har varit styrelseledamot i bland annat Naturvetenskapliga forskningsrådet, Lantmäteriet och Verket för högskoleservice och är 2010 ledamot av universitetsstyrelsen för Örebro universitet. Hon är även en av regeringens forskningspolitiska rådgivare 